# Deconychura
Deconychura är ett släkte trädklättrare i familjen ugnfåglar inom ordningen tättingar. Släktet omfattar tre arter:
- Visselträdklättrare (Deconychura longicauda)
- Panamaträdklättrare (Deconychura typica)
- Sorgträdklättrare (Deconychura pallida)